# Eupithecia phaiosata
Eupithecia phaiosata är en fjärilsart som beskrevs av Fletcher 1978. Eupithecia phaiosata ingår i släktet Eupithecia och familjen mätare. Inga underarter finns listade i Catalogue of Life.